# 帐钩

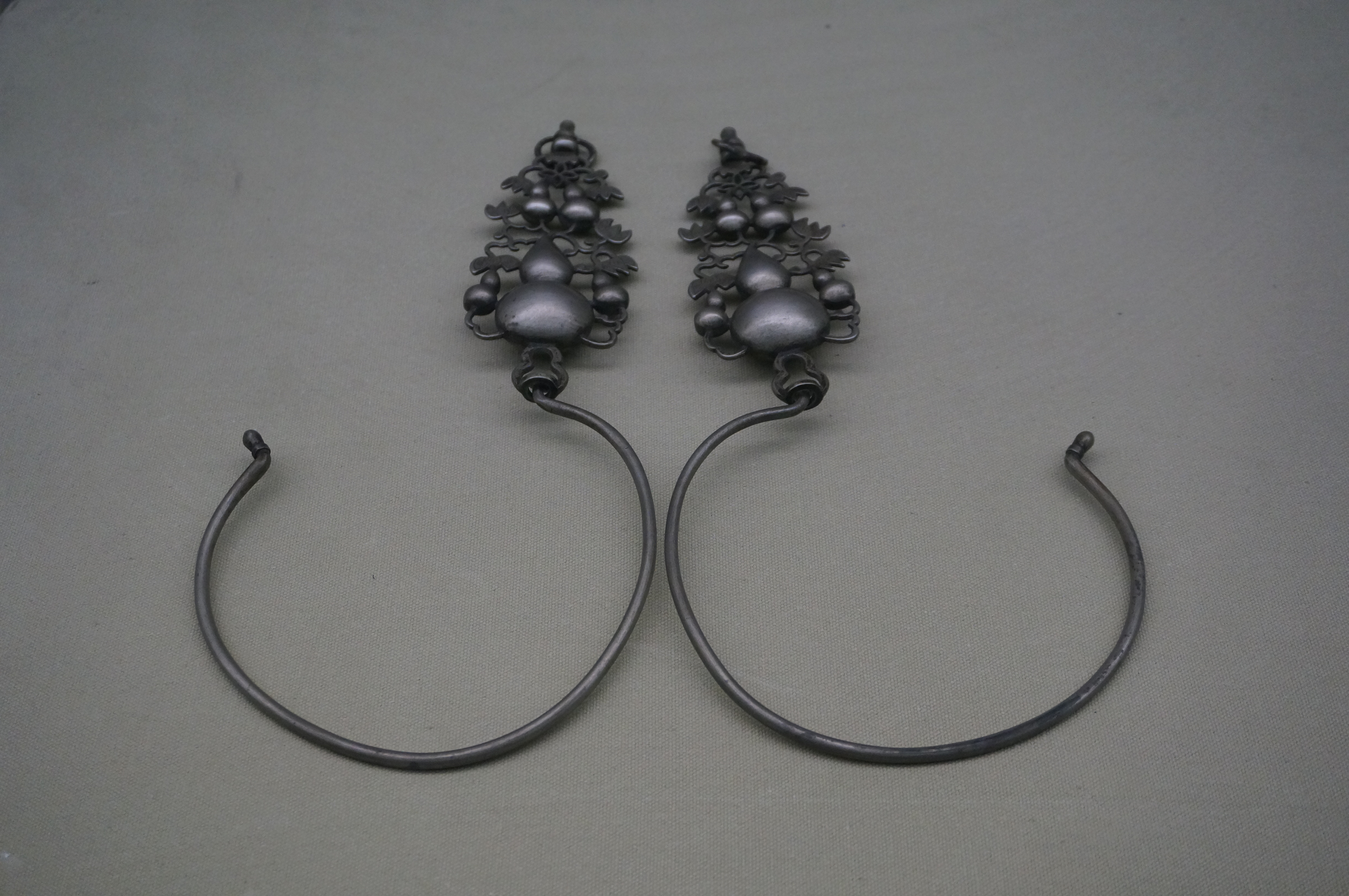
葫芦形白铜帐钩，展出于余姚博物馆。

帐钩又称帐构、簾鉤，为收拢帐幔、簾所用的器具，一般为金属制，其上铸刻有纹饰，亦有用牙、骨、木、角等制作的。現代也有塑膠製作者。有些帳鉤會配合帳帶一起使用。